# Capital.com
Capital.com es una empresa fintech internacional de servicios de inversión. Opera con filiales en el Reino Unido, Chipre, EAU y Australia, reguladas por autoridades como FCA (Reino Unido), CySEC (Chipre), SCB (Bahamas), ASIC (Australia) y SCA (EAU). A principios de 2023, Capital.com era el tercer mayor bróker de Europa, con 7 millones de cuentas.

## Historia
Fundada en 2016 por el emprendedor tecnológico británico Viktor Prokopenya, Capital.com tiene su sede en Limasol (Chipre). Autorizada inicialmente por la Comisión de Mercados y Valores de Chipre (CySEC), la compañía lanzó sus servicios de corretaje junto con una aplicación de trading diseñada para ayudar a los usuarios a identificar los sesgos habituales en el trading y tomar decisiones de inversión más racionales.
En octubre de 2018, Capital.com recibió la aprobación regulatoria de la Financial Conduct Authority (FCA), gracias a lo cual amplió aún más sus servicios en el Reino Unido. En 2019, la compañía patentó su sistema de detección de sesgos de trading por IA y lanzó una plataforma española.
En 2020, Capital.com amplió sus servicios internacionales a más de 200 países. La filial británica vio un aumento significativo de los volúmenes de trading, que crecieron un 3673 %, y la compañía introdujo servicios de apuestas a margen para clientes del Reino Unido. En 2021, Capital.com registró un aumento del 400 % en nuevos clientes, hasta alcanzar los 2 millones. La compañía también obtuvo una licencia de Servicios Financieros Australianos (AFS) y, en 2022, su filial australiana registró un aumento del 1300 % en sus volúmenes de trading.
En 2023, Capital.com había ampliado su base de clientes a 7 millones y se había convertido en el tercer bróker de Europa. Los clientes europeos representaron el 31 % de su volumen de trading, mientras que la empresa registró unos ingresos de 29,11 millones de libras y unos beneficios de 4,13 millones. El volumen total de trading superó los 1,2 billones de dólares, lo que representa un aumento del 53 % con respecto a 2022. Capital.com fue clasificada en primer lugar en el Technology Fast 50 de Deloitte durante tres años consecutivos (2020–2023) y alcanzó una tasa de crecimiento del 4.011 %.
En 2023, la compañía se centró en ampliar su presencia en los mercados de Oriente Medio y Extremo Oriente. En abril de 2024, Capital.com recibió una licencia de categoría 1 de la Securities and Commodities Authority (SCA) de los EAU y abrió una sede regional en este país. A mediados de 2024, los clientes de Oriente Medio representaban la mayor parte del volumen de trading de la compañía.
Capital.com registró un volumen total de trading de 725 millardos de dólares en el primer semestre de 2024, de los cuales 135 millardos procedían de la región de Oriente Medio y Norte de África. En julio de 2024, la compañía contaba con más de 700 empleados en todo el mundo y había registrado un aumento del 35 % en los ingresos netos del grupo.
En 2024, Capital.com estableció varias asociaciones clave. En junio de 2024, Capital.com se asoció con la plataforma de verificación de identidad Trulioo, y en julio, con TradingView para ofrecer herramientas avanzadas de visualización financiera. En agosto de 2024, la compañía lanzó un programa público de recompensas por fallos en colaboración con la plataforma de seguridad Intigriti, mediante la cual ofrece recompensas a hackers éticos por identificar vulnerabilidades del sistema. Además, Capital.com se asoció con Newsquawk para integrar en su plataforma noticias del mercado en tiempo real.

## Patrocinios
En 2018 Capital.com empezó su patrocinio con el Valencia CF, equipo de fútbol de la Liga Santander de España para abrir posibles clientes en el mercado español.